# Brytbröd
Brytbröd är en (oftast rund) formation av frallor som innan jäsning placerats tätt tillsammans. Under jäsning och gräddning fastnar frallorna i varandra och bildar en sammanhängande enhet. Vid servering bryts frallorna loss en och en. Brytbröd är ett vanligt tillbehör till festbuffeer, som ett festligare alternativ till frallor.